# Владимир Клаић
Владимир Клаић (Загреб, 14. септембар 1925 — Загреб, 5. септембар 1970) био је југословенски фудбалер.

## Биографија
Рођен је 14. септембра 1925. године у Загребу. Играо је на позицији везног играча. У каријери је наступао за Кватерник (1942-45), Милиционер (1946-49) и Борац (1950-51). Од 1951. играо у прволигашу Загребу. Због одличне игре главом, носио је надимак - Главица. Играо је најчешће на месту центрахалфа, и био задужен за најопаснијег противничког нападача.
За репрезентацију Југославије наступио је на једном мечу — 16. јануара 1953. против Египта у Каиру (резултат 3:1). Преминуо је 5. септембра 1970. године у Загребу.